# 伊帕里亞區
伊帕里亞區（西班牙語：Distrito de Iparía），是秘魯的一個區，位於該國東部烏卡亞利大區的波蒂略上校省，始建於1943年7月2日，面積8,029.59平方公里，海拔高度165米，2005年人口10,852，人口密度每平方公里1.4人。